# Steatit

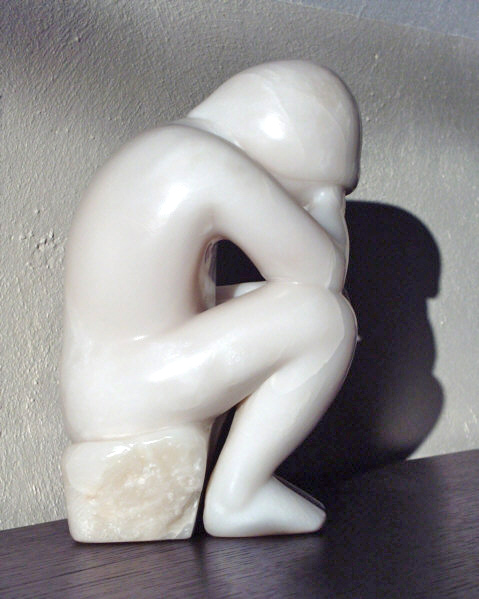
Sculptură din steatit (Gânditorul - de Ruth Kopp)

Steatitul (cunoscut și ca: steatită; germană Speckstein; italiană pietra ollare; franceză pierre d'ollaire; engleză soapstone) este o  grupă de minerale  (varietăți de talc) de culoare albă, gălbuie sau cenușie, cu diferite întrebuințări în industrie (fabricarea unor obiecte decorative). Fac parte din categoria rocilor metamorfice și au în general în compoziția lor silicat de talc și magneziu. Printre locurile unde a fost  găsit se poate aminti regiunea Veltlin din Elveția. În evul mediu au fost numite Talcus. Ele prezintă o duritate sau friabilitate foarte diferită, în funcție de regiunea unde au fost găsite. Minerale însoțitoare sunt de obicei magnezitul, serpentina și diferiți cloriți.